# Campeonato Europeo de Gimnasia Artística de 1965
El VI Campeonato Europeo de Gimnasia Artística se celebró en dos sedes distintas: el concurso masculino en Amberes (Bélgica) y el concurso femenino en Sofía (Bulgaria) en el año 1965. El evento fue organizado por la Unión Europea de Gimnasia (UEG).

## Resultados

### Masculino
| Evento                 | Oro                                                              | Plata                                                                            | Bronce                                                                    |
| ---------------------- | ---------------------------------------------------------------- | -------------------------------------------------------------------------------- | ------------------------------------------------------------------------- |
| Concurso completo ind. | Franco Menichelli · Italia ·                                     | Viktor Lisitski Unión Soviética                                                  | Sergéi Diomidov Unión Soviética                                           |
| Suelo                  | Franco Menichelli · Italia ·                                     | Viktor Lisitski Unión Soviética Miroslav Cerar Yugoslavia                        |                                                                           |
| Caballo con arcos      | Viktor Lisitski Unión Soviética                                  | Miroslav Cerar Yugoslavia                                                        | Sergéi Diomidov · Unión Soviética · Olli Laiho · Finlandia ·              |
| Anillas                | Viktor Lisitski · Unión Soviética · Franco Menichelli · Italia · |                                                                                  | Miroslav Cerar Yugoslavia                                                 |
| Salto de potro         | Viktor Lisitski Unión Soviética                                  | Georgi Adamov · Bulgaria · Raimo Heinonen · Finlandia · Age Storhaug · Noruega · |                                                                           |
| Paralelas              | Miroslav Cerar Yugoslavia                                        | Franco Menichelli · Italia ·                                                     | Erwin Koppe República Democrática Alemana Sergéi Diomidov Unión Soviética |
| Barra fija             | Franco Menichelli · Italia ·                                     | Viktor Lisitski Unión Soviética                                                  | Sergéi Diomidov Unión Soviética                                           |

### Femenino
| Evento                 | Oro                           | Plata                                                                         | Bronce                                                                      |
| ---------------------- | ----------------------------- | ----------------------------------------------------------------------------- | --------------------------------------------------------------------------- |
| Concurso completo ind. | Věra Čáslavská Checoslovaquia | Larisa Latynina Unión Soviética                                               | Birgit Radochla República Democrática Alemana                               |
| Salto de potro         | Věra Čáslavská Checoslovaquia | Ute Starke República Democrática Alemana                                      | Larisa Latynina Unión Soviética                                             |
| Barras asimétricas     | Věra Čáslavská Checoslovaquia | Larisa Latynina Unión Soviética                                               | Maria Karaska Bulgaria                                                      |
| Barra                  | Věra Čáslavská Checoslovaquia | Larisa Latynina Unión Soviética                                               | Birgit Radochla República Democrática Alemana Larisa Petrik Unión Soviética |
| Suelo                  | Věra Čáslavská Checoslovaquia | Larisa Latynina Unión Soviética Birgit Radochla República Democrática Alemana |                                                                             |

## Medallero
| Núm. | País           | Oro | Plata | Bronce | Total |
| ---- | -------------- | --- | ----- | ------ | ----- |
| 1    | Checoslovaquia | 5   | 0     | 0      | 5     |
| 2    | Italia         | 4   | 1     | 0      | 5     |
| 3    | URSS           | 3   | 7     | 6      | 16    |
| 4    | Yugoslavia     | 1   | 2     | 1      | 4     |
| 5    | RDA            | 0   | 2     | 3      | 5     |
| 6    | Bulgaria       | 0   | 1     | 1      | 2     |
| 6    | Finlandia      | 0   | 1     | 1      | 2     |
| 8    | Noruega        | 0   | 1     | 0      | 1     |
|      | TOTAL          | 13  | 15    | 12     | 40    |